# Stupid Economics
Stupid Economics est une chaîne YouTube française de vulgarisation économique lancée en juin 2015, gérée par Arnaud Gantier et Valentin Levetti.

## Création et financement

### Historique

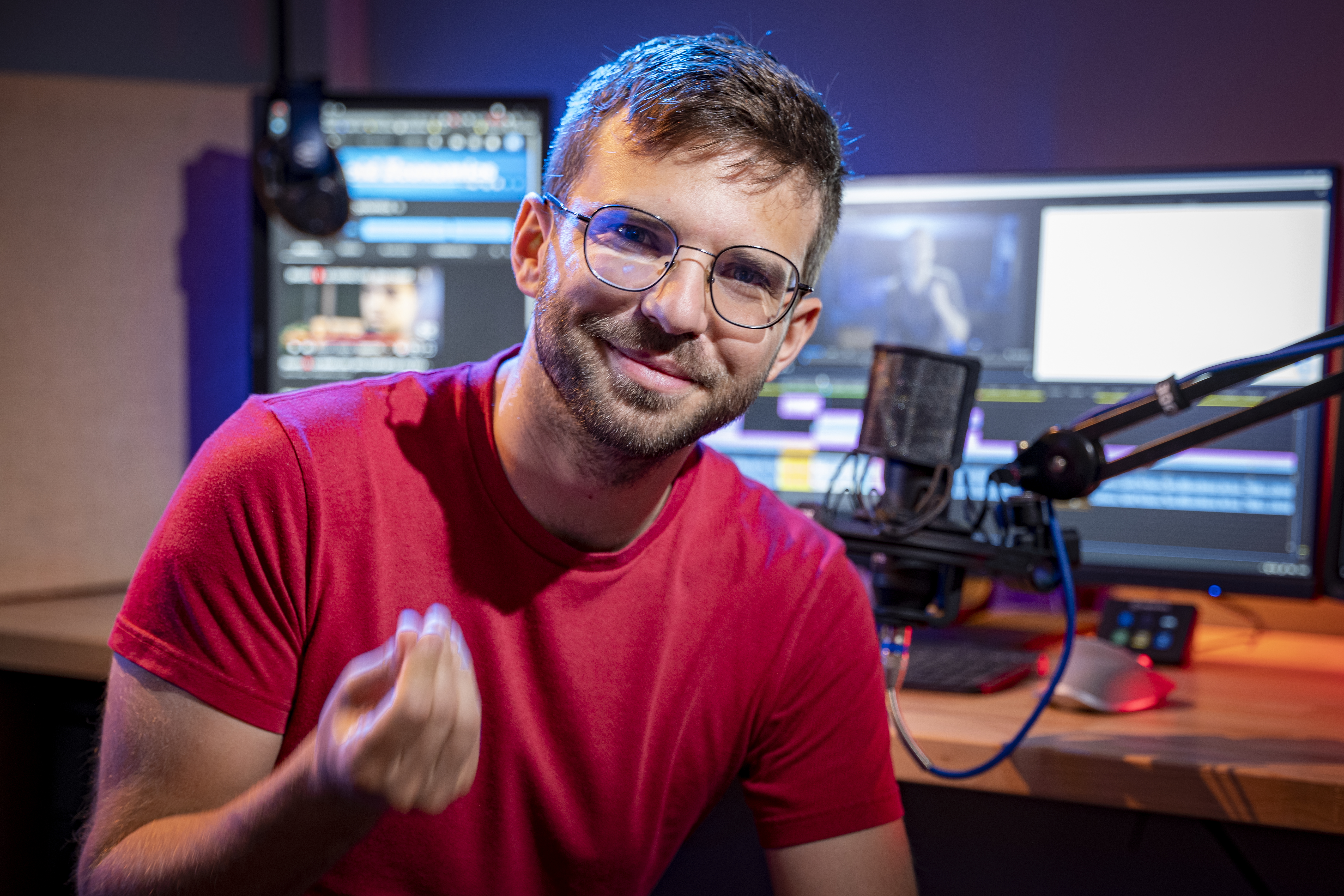
Arnaud Gantier en 2021.

La chaîne est créée en juin 2015 par Arnaud Gantier, qui vient alors de terminer ses études à la Brest Business School. Au début de l'année 2016, il rencontre Valentin Levetti, diplômé en audiovisuel, en intégrant, à Paris, la Monde Académie — un projet du journal Le Monde visant à accompagner dans leurs premiers pas des jeunes souhaitant devenir journalistes. Ils y réalisent notamment une enquête dénonçant un système de corruption dans le Canal de Suez, et s'associent pour travailler sur Stupid Economics alors que la chaîne cumule un peu moins de 10 000 abonnés ; Arnaud Gantier s'occupant dès lors principalement de l'écriture et de l'interprétation lors du tournage, et Valentin Levetti de la réalisation et du montage des vidéos,,. 
La chaîne comptait 43 000 abonnés en janvier 2017, 85 000 abonnés en août 2018 et 170 000 abonnés en mars 2020. 

### Modèle économique
Outre la monétisation de YouTube, la chaîne adopte dès 2016 le financement participatif comme modèle économique — les deux vidéastes recevaient ainsi environ 150 € de donations mensuelles via la plateforme Tipeee en décembre 2016, qui ne permettaient pas d'assurer les coûts de production des vidéos,,. Les créateurs de la chaîne vivaient alors principalement de prestations effectuées à côté de celle-ci ou d'allocations sociales jusqu'en 2018, année à partir de laquelle la chaîne fait l'objet d'une aide de la part du Centre national du cinéma et de l'image animée,.

## Contenu
La chaîne propose principalement des vidéos d'une durée inférieure à vingt minutes vulgarisant des sujets liés à l'économie — tels que le Brexit, les placements de produits sur YouTube, le Bitcoin, la ségrégation scolaire, la consommation de produits de luxe, l'héritage ou encore l'économie de l'attention,,,,,.
Stupid Economics a également collaboré avec la chaîne Balade Mentale en janvier 2019, afin de réaliser une vidéo sur la mort abordant à la fois ses aspects biologiques et économiques, ou avec Brut, en 2021, pour traiter du financement de la dette publique due à la pandémie de Covid-19.
En 2021, Arnaud Gantier intègre l'équipe du Vortex d'Arte pour la quatrième saison de l'émission. En 2024, Stupid Economics réalise, en collaboration avec Gilles Mitteau, une série de vidéos de vulgarisation intitulée « Argent magique » diffusée sur le média en ligne Blast.